# 藺草英己
藺草 英己（いぐさ ひでき、1970年7月20日 - ）は、日本のアナウンサー、テレビプロデューサー。

## 来歴・人物
東京都江戸川区出身。海城高等学校、早稲田大学政治経済学部卒業。1995年4月に福島テレビに入社。同期に荒井律、長久保智子。
2017年7月より制作部担当部長。2018年7月から制作局制作部長となりアナウンス職を離れる。現在は、コンプライアンス室長を務めている。

## 出演番組
- FTVスーパーニュース
  - 1999年10月 - 2001年3月 金曜・土曜キャスター
  - 2001年4月 - 2002年3月 土曜キャスター
- 弦哲也ふくしまへの思い カラオケグランプリスペシャル（2013年3月16日）
- サタデーふくしま→サタふく：司会
  - 1996年4月 - 1997年3月
  - 1997年4月 - 1999年9月
  - 2002年4月 - 2018年3月 - 末期はプロデューサー兼務
- 日曜日も!自転車でGO!（日曜）
- 東日本女子駅伝（センター実況）
  - 2021年に開催された第36回大会では初めてYouTube配信が行われ、MCを務めた[3]。
- 全東北民謡選手権大会（司会）
- エキサイティング競馬
  - みんなのKEIBA（福島競馬場での夏開催時は主にレース実況）

## 制作番組
- 第20回FNSソフト工場 バンザイ!クセモンショー（2018年7月25日）プロデューサー[4]

## 主な実況歴
- ラジオNIKKEI賞（2006年～2009年）
- 七夕賞（2007年、2008年）